# 北方大学

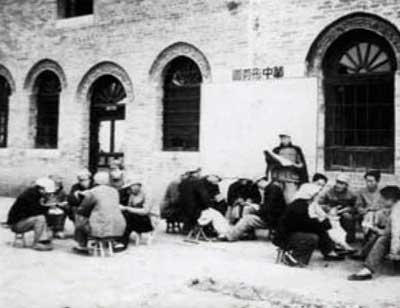
北方大学文教学院第六班集体读报

北方大学于1945年12月15日在晋冀鲁豫边区成立，成立时学校位于河北邢台，校名为新华大学，首次招生800人。1946年1月5日正式成立，校部设在新西街现邢台市委北院。1946年1月10日，学校改名为北方大学。1946年10月，北方大学迁至山西长治郊区，将高家庄村天主堂用作校部。1948年5月4日，学校回到邢台。1948年8月，根据中共中央决定，北方大学迁至河北正定，与华北联合大学合并，成立华北大学。
当时的北方大学是中共晋冀鲁豫中央局和边区人民政府创办的一所规模较大、学科专业比较齐全的高等学府，时由范文澜任校长，学校实行校长负责制，教务长孟夫唐。下设文教学院、行政学院、财经学院、教育学院、工学院、医学院、农学院、艺术学院共7个学院，设经济、历史两个研究室。文教学院院长张宗麟，主任张萃中、李逸三。行政学院院长薄怀奇，学员来自区乡基层党政干部。工学院负责人刘大年，学员分为化工班、机械班、焦铁班、土木班，并成立研究室、理化实验室、实验工厂。农学院院长乐天宇，设畜牧兽医、糖业、经济植物三个系，在邯郸、武安设立两个分院、7个兽医院、牲畜瘟病血清厂。医学院院长钱信忠（前身是1938年在长治创建的八路军野战卫生学校）。财经学院负责人梁维直（从晋冀鲁豫边区财经学校合并过来）/黄松龄。艺术学院设在潞城县张庄，院长张光年，学院附设美术厂制作证章、乐器。历史研究室在范文澜指导下编写教材，修订《中国近代史》和《中国通史简编》。财经研究室负责人张友渔，主要成员有萧前、柯炳生，何钊等，主要研究政治经济学基本理论及新民主主义的各种财经政策。
北方大学建校两年多的时间，两年共培养了各种专业人才1000多人。北方大学是现中国人民大学的前身之一。部分系、教研室演变如北京理工大学、中国农业大学、中国歌剧舞剧院、中国社会科学院历史研究所等

## 校友

### 教职工
- 晋冀鲁豫边区从事教育工作：王振华、罗青、张柏园、增一、孟夫唐、晁哲甫
- 来自延安：艾思奇、黄松龄、乐天宇、张宗麟，陈唯实、张光年、陈荒煤、叶丁易、王冶秋、尚钺、李何林等
- 范文澜、尚钺、刘大年、荣孟源、光未然

### 学员
- 刘思齐